# 讷维尔布尔容瓦勒
讷维尔布尔容瓦勒（法語：Neuville-Bourjonval，法語發音：[nøvil buʁʒɔ̃val]）是法国上法蘭西大區加来海峡省的一个市镇，属于阿拉斯区。

## 地理
讷维尔布尔容瓦勒（50°4'6"N, 3°1'17"E）面积3.15 平方千米，位于法国上法蘭西大區加来海峡省，该省份为法国北部沿海省份，西北濒北海，南至索姆省，东临北部省。
与讷维尔布尔容瓦勒接壤的市镇（或旧市镇、城区）包括：吕约尔库尔、阿夫兰库尔、梅斯昂库蒂尔、伊特尔、埃康库尔、凡村。

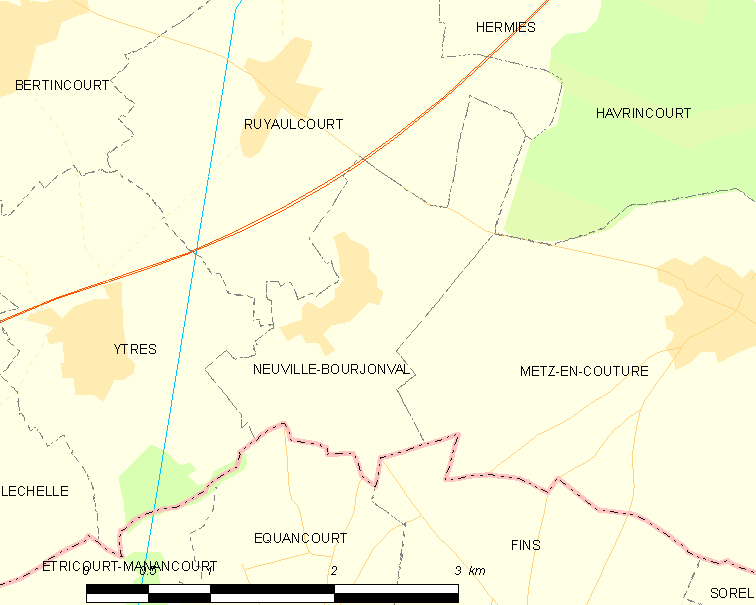
讷维尔布尔容瓦勒的OSM定位图

讷维尔布尔容瓦勒的时区为UTC+01:00、UTC+02:00（夏令时）。

## 行政
讷维尔布尔容瓦勒的邮政编码为62124，INSEE市镇编码为62608。

## 政治
讷维尔布尔容瓦勒所属的省级选区为巴波姆县。

## 人口

1962-2008年间讷维尔布尔容瓦勒人口变化图示

讷维尔布尔容瓦勒于2022年1月1日时的人口数量为170人。